# Séamus Coleman
Séamus Coleman (Donegal, Irlanda, 11 de octubre de 1988) es un futbolista irlandés que juega en la posición de defensa. Desde la temporada 2008-09 milita en el Everton F. C. de la Premier League.

## Trayectoria
El 5 de mayo de 2017 renovó su contrato con el Everton F. C. para mantenerse en el club hasta junio de 2022.

## Estadísticas

### Clubes
Actualizado al último partido disputado el 31 de agosto de 2024.
| Club                       | Div.          | Temporada     | Liga  | Liga  | Copas nacionales | Copas nacionales | Copas internacionales | Copas internacionales | Total | Total |
| Club                       | Div.          | Temporada     | Part. | Goles | Part.            | Goles            | Part.                 | Goles                 | Part. | Goles |
| -------------------------- | ------------- | ------------- | ----- | ----- | ---------------- | ---------------- | --------------------- | --------------------- | ----- | ----- |
| Sligo Rovers F. C. Irlanda | 1.ª           | 2006          | 4     | 0     | 0                | 0                | —                     | —                     | 4     | 0     |
| Sligo Rovers F. C. Irlanda | 1.ª           | 2007          | 26    | 0     | 3                | 0                | —                     | —                     | 29    | 0     |
| Sligo Rovers F. C. Irlanda | 1.ª           | 2008          | 26    | 1     | 2                | 0                | —                     | —                     | 28    | 1     |
| Sligo Rovers F. C. Irlanda | Total club    | Total club    | 56    | 1     | 5                | 0                | 0                     | 0                     | 61    | 1     |
| Blackpool F. C. Inglaterra | 2.ª           | 2009-10       | 12    | 1     | —                | —                | —                     | —                     | 12    | 1     |
| Blackpool F. C. Inglaterra | Total club    | Total club    | 12    | 1     | 0                | 0                | 0                     | 0                     | 12    | 1     |
| Everton F. C. Inglaterra   | 1.ª           | 2009-10       | 3     | 0     | 1                | 0                | 3                     | 0                     | 7     | 0     |
| Everton F. C. Inglaterra   | 1.ª           | 2010-11       | 34    | 4     | 6                | 2                | —                     | —                     | 40    | 6     |
| Everton F. C. Inglaterra   | 1.ª           | 2011-12       | 18    | 0     | 6                | 0                | —                     | —                     | 24    | 0     |
| Everton F. C. Inglaterra   | 1.ª           | 2012-13       | 26    | 0     | 5                | 1                | —                     | —                     | 31    | 1     |
| Everton F. C. Inglaterra   | 1.ª           | 2013-14       | 36    | 6     | 5                | 1                | —                     | —                     | 41    | 7     |
| Everton F. C. Inglaterra   | 1.ª           | 2014-15       | 35    | 3     | 2                | 0                | 5                     | 2                     | 42    | 5     |
| Everton F. C. Inglaterra   | 1.ª           | 2015-16       | 28    | 1     | 6                | 0                | —                     | —                     | 34    | 1     |
| Everton F. C. Inglaterra   | 1.ª           | 2016-17       | 26    | 4     | 2                | 0                | —                     | —                     | 28    | 4     |
| Everton F. C. Inglaterra   | 1.ª           | 2017-18       | 12    | 0     | 0                | 0                | —                     | —                     | 12    | 0     |
| Everton F. C. Inglaterra   | 1.ª           | 2018-19       | 29    | 2     | 1                | 0                | —                     | —                     | 30    | 2     |
| Everton F. C. Inglaterra   | 1.ª           | 2019-20       | 27    | 0     | 3                | 0                | —                     | —                     | 30    | 0     |
| Everton F. C. Inglaterra   | 1.ª           | 2020-21       | 25    | 0     | 6                | 0                | —                     | —                     | 31    | 0     |
| Everton F. C. Inglaterra   | 1.ª           | 2021-22       | 30    | 1     | 4                | 0                | —                     | —                     | 34    | 1     |
| Everton F. C. Inglaterra   | 1.ª           | 2022-23       | 23    | 1     | 2                | 0                | —                     | —                     | 25    | 1     |
| Everton F. C. Inglaterra   | 1.ª           | 2023-24       | 12    | 0     | 1                | 0                | —                     | —                     | 13    | 0     |
| Everton F. C. Inglaterra   | 1.ª           | 2024-25       | 1     | 0     | 1                | 0                | —                     | —                     | 2     | 0     |
| Everton F. C. Inglaterra   | Total club    | Total club    | 365   | 22    | 51               | 4                | 8                     | 2                     | 424   | 28    |
| Total carrera              | Total carrera | Total carrera | 433   | 24    | 56               | 4                | 8                     | 2                     | 497   | 30    |